# Сражение при Карсе
Сражение при Карсе (арм. Կարսի ճակատամարտ, тур. Kars Muharebesi; в армянской историографии также — арм. Կարսի անկում «Падение Карса») между войсками Правительства Великого национального собрания под командованием Казима Карабекира и Первой Республики Армения произошло 30 октября 1920 года. Являлось крупнейшим сражением армяно-турецкой войны 1920 года.
30 октября 1920 года турецкая армия, практически не понеся потерь, смогла штурмом взять под контроль укреплённый город Карс, захватив при этом в плен около 3 тысяч армянских солдат, включая несколько высокопоставленных армянских военных и гражданских чиновников.
Взятие Карса позволило турецким войскам свободно продвинуться в сторону Александрополя и фактически укрепило позицию турок в войне.

## Предыстория
28 сентября 1920 года началось полномасштабное вторжение турецкой армии (XV корпус) под командованием генерала Казима Карабекира в Армению. На следующий день, без единого выстрела, войска Карабекира сумели захватить Сарыкамыш после того, как армянские войска и местное население были вынуждены отступить в Карс. Город Кагызман также был эвакуирован и вскоре после этого оказался под контролем турок.
Затем армия Карабекира продвигалась в направлении Карса, но в связи с сопротивлением армян и опасениями Турции в отношении возможного вмешательства Великобритании или РСФСР, наступление было приостановлено. Резкий рост турецких сил и неожиданное падение Сарыкамыша оказало негативное влияние на армянское руководство, которое оказалось застигнутым врасплох.
30 сентября министры Первой Республики Армения Симон Врацян и Арташес Бабалян были направлены в Карс с особыми полномочиями, чтобы помочь в подготовке обороны города и прилегающей области. 7 октября Мустафа Кемаль подчеркнул важность захвата Карса для предъявления Турции требований к Армении и дал Карабекиру «полную свободу действий для использования любых благоприятных возможностей» для захвата города.
В середине октября, несмотря на начальные потери, армянское правительство и военное командование оставались оптимистичными относительно ситуации на фронте. Несмотря на то, что армянская разведка недооценила численность войск Карабекира, армянские подразделения были пополнены добровольцами, и на карсском фронте их численность достигла 10 тысяч человек, что составляло половину всех армянских сил.
Однако боевой дух армян был сильно подорван после неудачного контрнаступления 14 октября, что позволило туркам продвинуться вперёд. 20 октября турецкое командование пришло к выводу, что никакие внешние силы не примут меры против установления ими контроля над Карсом, и что настало время штурмовать город.

## Расстановка сил

### Армения
Генерал Даниэль Бек-Пирумян командовал как Карсской крепостью (внушительный замок, оснащённый тяжёлыми пушками), так и участком карсского фронта, начальником штаба которого был полковник Ваан Тер-Аракелян. Крепостной артиллерией командовал полковник Александр Бабаджанов, а генерал Арутюн Овсепян контролировал район вдоль дороги и железной дороги между Карсом и Сарыкамышем. Под командованием Овсепяна находились полковники Ованес Мазманян (1-й полк), Мириманян (4-й полк) и Шагубадян (5-й полк). 4-я бригада Аршака Нерсисяна защищала крайний правый фланг, обращённый к Ардагану; под его командованием находились полковники Дмитрий Корганян (1-й и 2-й кавалерийские батальоны), Ишханян (7-й полк) и Тигран Багдасарян (8-й полк), а также несколько западноармянских добровольческих отрядов. Полковник Александр Векилян координировал операции из штаба генерала Мовсеса Силикяна в Александрополе, а позже прибыл в Карс.
Моральному духу и организации армянских защитников на карсском фронте нанёс ущерб ряд факторов, таких как давнее соперничество между гражданской администрацией, представленной генерал-губернатором Степаном Корганяном, и военной администрацией, представленной генералами Пирумяном и Овсепяном. Многие войска состояли из свежих добровольцев, не очень хорошо знакомых со своими командирами, а между восточноармянскими регулярными войсками и западноармянскими солдатами, привыкшими к партизанской войне, была слабая сплочённость. По некоторым данным, на моральный дух защитников Карса негативно также повлияли пораженческая пропаганда и акты саботажа армянских большевиков. Вдобавок поступали сообщения о мародёрстве в городе в преддверии сражения, и военное командование обвинялось в том, что оно не предприняло достаточных действий для поддержания порядка. Министры Врацян и Бабалян в своём докладе в Ереван раскритиковали генералов Бек-Пирумяна и Овсепяна, заявив, что армянское население Карса им не доверяет, и обвинив их в более ранних потерях в сентябре.

### Турция
План Карабекира состоял в том, чтобы избежать лобовой атаки на город (тем самым избегая его пушек), а вместо этого окружить его с тыла и перерезать железную дорогу и дорогу на Александрополь. Большая часть 9-й Кавказской дивизии Халид-паши при поддержке кавалерийских, племенных и артиллерийских полков должна была обойти левое крыло армянской обороны и достичь высот Магараджик, Везинкёй и Яхни к востоку от крепости. 12-я дивизия подполковника Османа Нури должна была провести диверсию вдоль сильно укреплённого западного фланга, в то время как 3-я Кавказская дивизия полковника Рушди-паши будет продвигаться по западной и северо-западной сторонам и завершить окружение Карса. Последний штурм Карса первоначально планировалось провести 27 октября, однако из-за плохих погодных условий он был отложен до 30 октября. Карабекир руководил всей операцией с близлежащих высот Берны.

## Итог сражения
Утром 30 октября турецкие войска начали операцию по окружению и захвату крепости. После успешного захвата важной высоты форта Лазарев турецкие войска вошли в город почти без сопротивления с равнины, вызвав панику среди гражданского населения города и обороняющихся солдат. Из-за того, что мирные жители и солдаты пытались бежать из города, практически не оказывая туркам сопротивления, в городе начался хаос. 1-й полк, который должен был контратаковать, в наступление не пошёл, так как измученные солдаты, которые ввиду частых передвижений и отсутствия обоза не сумели сэкономить никаких запасов и на три дня остались без продовольствия, не могли или не хотели двигаться. После этого командир полка полковник Мазманян, на энергию и мужество которого возлагались большие надежды, видя своё бессилие, покончил жизнь самоубийством двумя выстрелами из маузера. В полдень, видя, что ситуация безнадёжна, начальник штаба генерала Бек-Пирумяна полковник Тер-Аракелян вышел из цитадели с белым флагом, чтобы предложить свою сдачу в обмен на пощаду гражданского населения и надлежащее обращение с пленными. К середине дня 30 октября были разгромлены последние очаги армянского сопротивления.

## Последствия
Гражданскому населению города было запрещено покидать город до начала битвы, поэтому большая часть из 40 тысяч жителей Карса находилась там в день его захвата. Курдские кавалеристы первыми ворвались в город и совершили массовые акты насилия, расстреливая мирных жителей. В течение трёх дней в городе велась одиночная стрельба, а по ночам раздавались стоны женщин. Женщинам, спасшимся от насилия, удалось спрятаться в американских больницах и приютах для беженцев. Многие из тех, кому не удалось бежать (6 тысяч, по данным Симона Врацяна), были убиты или взяты в плен турецкой армией. Армянские генералы Бек-Пирумян, Араратов и Казарян, полковники Шагубадян, Векилян, Бабаджанов и Тер-Аракелян, тридцать с лишним офицеров и около 3 тысяч солдат, а также исполняющий обязанности министра благосостояния Бабалян, архиепископ Гарегин Овсепян, вице-губернатор Рубен Чалхушян и городской глава Амазасп Норатян также попали в плен. Большинство младших офицеров и рядовых, попавших в плен, были отправлены в Эрзурум для заключения и принудительных работ, где многие из них умерли в течение зимы. Армяне оставили большое количество военной техники, артиллерии, локомотивов и другой техники.
Поскольку турецким войскам не удалось полностью окружить город, большинству армянских батальонов удалось уйти, однако утрата Карса стала сильным ударом по боеспособности армянской армии. Турецкие войска продолжали наступать и вскоре через неделю после взятия Карса захватили Александрополь.